# Mariano Puerta
Mariano Ruben Puerta (n. 19 septembrie 1978 la San Francisco (Cordoba)) este un jucător profesionist argentinian de tenis, finalist în 2005 la Roland Garros.
1. ↑  Association of Tennis Professionals website[*] Verificați valoarea |titlelink= (ajutor)